# Clytus validus
Clytus validus là một loài bọ cánh cứng trong họ Cerambycidae.